# Absorciometria bifotónica de raio X

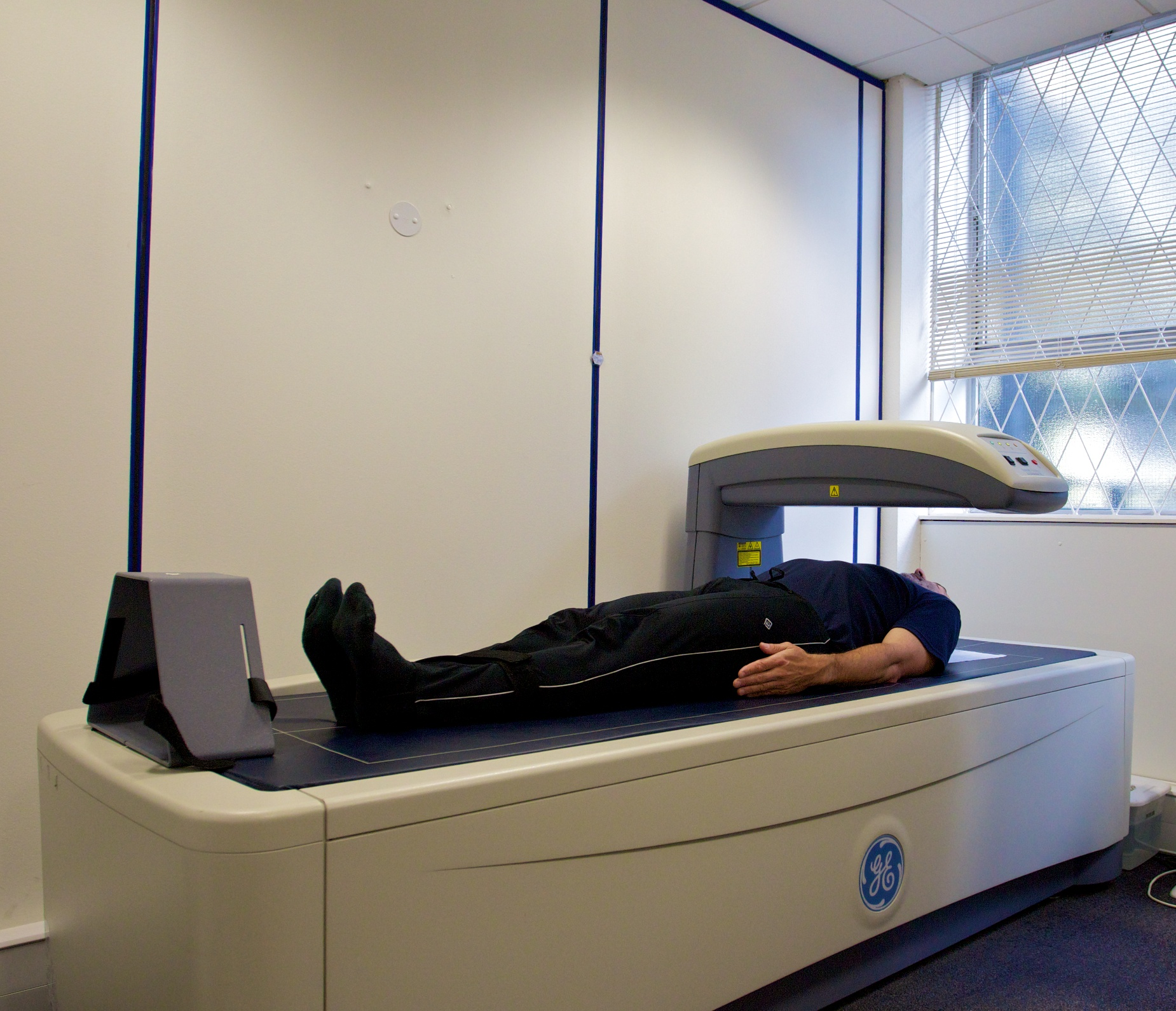
Scanner DXA

Absorciometria bifotónica de raio X (português europeu) ou Absorciometria por raios-X com dupla energia (português brasileiro), (em inglês: Dual-energy X-ray absorptiometry, abreviado DXA ou DEXA) é um método de medição da densidade mineral óssea, na qual feixes de raio X com diferentes níveis de energia são emitidos para o corpo do paciente. Quando é subtraída a absorção pelo tecido mole, é possível determinar a densidade óssea a partir da absorção de cada raio pelo osso. É o método mais usado e mais estudado para a medição de densidade óssea, geralmente no diagnóstico e acompanhamento de osteoporose.

## Princípio físico
Quando um feixe de raios X atravessa um determinado material, ele sofre uma atenuação na sua intensidade. Essa atenuação é exponencial e depende do tipo de material atravessado e da energia do raio X.
A equação que descreve essa atenuação é:
{\displaystyle I(x)=I_{0}e^{-\mu x}}      (equação 1)
onde:
- {\displaystyle I(x)} = intensidade do raio X numa determinada distância x;
- {\displaystyle I_{0}} = intensidade inicial do raio X;
- {\displaystyle \mu } = coeficiente de atenuação linear (depende do material e energia do raio X);
- {\displaystyle x} = distância percorrida (espessura do material).

Quando um feixe de raios X monoenergético passa por uma parte do corpo que contenha ossos e tecidos moles (músculos, gordura, pele, etc), sua intensidade será:
{\displaystyle I=I_{0}e^{(-\mu _{S}x_{S}-\mu _{B}x_{B})}}    (equação 2)
onde os subscritos S e B referem-se aos tecidos moles e ossos, respectivamente. Neste contexto é usual substituir a espessura por sua densidade superficial (dada em g/cm2), uma vez que essas quantidades são proporcionais:
{\displaystyle x={\frac {1}{\rho }}.{\frac {m}{A}}}      ou ainda      {\displaystyle x={\frac {1}{\rho }}.M}
onde:
- {\displaystyle x} = distância (espessura);
- {\displaystyle m} = massa;
- {\displaystyle A} = área;
- {\displaystyle \rho } = densidade;
- {\displaystyle M} = densidade superficial.

Assim a equação (2) pode ser escrita como:
{\displaystyle I=I_{0}e^{(-\mu _{S}M_{S}-\mu _{B}M_{B})}}
Neste caso, porém, temos uma equação e duas incógnitas (xB e xS) e a equação não pode ser resolvida.
O princípio físico subjacente à DEXA é a medida da intensidade de feixes de raios X com duas energias diferentes (alta e baixa) após a passagem pelo corpo. Como o coeficiente de atenuação depende do número atômico (tipo do material) e da energia pode-se escrever as equações de atenuação como se segue:
- para baixa energia:

{\displaystyle I'=I'_{0}e^{-(\mu '_{S}M_{S}+\mu '_{B}M_{B})}}
- para alta energia:

{\displaystyle I=I_{0}e^{-(\mu _{S}M_{S}+\mu _{B}M_{B})}}
onde: {\displaystyle \mu } é o coeficiente de atenuação, {\displaystyle M} é a densidade superficial e os subscritos {\displaystyle B} e {\displaystyle S} referem-se aos ossos e tecidos moles respectivamente.
Agora temos duas equações com duas incógnitas, resolvendo-se esse sistema de equações para encontrarmos {\displaystyle M_{B}} (densidade superficial do osso), temos:
{\displaystyle M_{B}={\frac {J'-kJ}{\mu '_{B}-k\mu _{B}}}}
onde:
- {\displaystyle M_{B}} = densidade superficial do osso,
- {\displaystyle J=\ln {\bigl (}I/I_{0}{\bigr )}}
- {\displaystyle J'=\ln {\bigl (}I'/I_{0}'{\bigr )}}
- {\displaystyle k=\mu '_{S}/\mu _{S}}

## Tecnologia
No início da tecnologia, radioisótopos eram utilizados como fontes de radiação, mais especificamente o gadolíneo-153, que emitia raios gama nas energias de 44 e 103 keV. A técnica era então conhecida por DPA (sigla em inglês para Dual photon absorptiometry).
Atualmente utilizam-se tubos de raios X de baixa corrente, capazes de produzir um maior fluxo de fótons que os radioisótopos, reduzindo o tempo do exame e aumentando a resolução da imagem.
No caso dos tubos de raios X, duas técnicas podem ser utilizadas para a produção de raios X com duas energias:
- na primeira, uma fina folha de metal conhecida como filtro de borda K, é colocada na saída do tubo. O metal escolhido absorve os raios X que possuem a energia da camada eletrônica K do material. Os materiais usados podem ser o cério (que quando usados como tubos de 80 kV, vão produzir energias de 40 e 70 keV) ou o samário (que com tubos de 100 kV produzem energias de 47 e 80 keV).
- na segunda, a alimentação do tubo de raios X é feita com uma fonte de alta tensão que alterna as tensões entre baixa (70 kV) e alta (140 kV) em sincronismo com a rede elétrica (durante os meio ciclos alternados).